# 1953年のテレビ (日本)
1953年のテレビ（1953ねんのテレビ）では、1953年（昭和28年）の日本におけるテレビジョン放送全般の動向についてまとめる。

## 概説
第二次世界大戦敗戦から8年後のこの年、日本においてテレビジョンの本放送が開始する。戦後の1950年3月10日にNHK放送技術研究所にて東京テレビジョン実験局を開設してからの実験放送期を経て、3年弱での本放送開始となった。
まず2月1日午後2時、NHKが東京でテレビ本放送を開始。当時は一日の放送時間は約4時間程度で、また、テレビカメラがわずか5台しかなく、フィルム取材によるニュースや劇場映画などを除き大部分の番組が生放送の時代だった。
続く8月28日には、民間放送テレビ第1号となる日本テレビ放送網が開局。同局は開局に先立ち関東地方各地に街頭テレビを設置。主にスポーツ中継（巨人戦、大相撲本場所、プロレス中継など）が人気を博す。
また、日本テレビの開局と共にテレビコマーシャルの放送も開始。その第1号は精工舎（後のセイコーホールディングス）の時報（正午、夜7時の2回）であった。
又この年は、米でカラーテレビの標準方式としてNTSC方式が決定。NHK放送技術研究所もこれを受け、その方式の研究を12月に開始している（日本ではそれによる試験放送がUHFで1956年12月20日、VHFで1957年12月28日に開始。1960年6月にこの方式が日本のカラーテレビ方式となり、同年9月10日にカラー本放送を開始している）。

## できごと
1月
- 11日 - NHK自営による東京→名古屋→大阪間に初のテレビ下り中継マイクロ波回線が開通（ちなみに上りは同年8月13日に開通。この時既にNHKでは東京・大阪・名古屋にてテレビ実験局を開設している[注 1]）。[3]
- 16日 - 郵政省（当時）、ラジオ東京（後のTBSテレビ）にテレビ放送の予備免許を付与。[3][4][5]
- 30日 - 北海道放送、テレビ局の免許を郵政省に申請。[3]
- 月内 - NHK、テレビ演劇研究生として17人を採用。1954年3月に東京放送劇団に配属。[3]
  - その1人に、テレビ女優の第一号としてデビューした黒柳徹子もいた（本人の項目も参照）。

2月
- 2月1日14時、日本放送協会（NHK）東京テレビジョン（JOAK-TV）が本放送を開始（VHF:3チャンネル、出力 映像:5kW）。
  - 東京・内幸町のNHK東京放送会館（当時）で行われた開局式典の後、開局記念特番として、菊五郎劇団による舞台劇『道行初音旅』を中継。[3][6]
  - 上記の特番の後の15時からは、初のテレビニュース番組である『NHKテレビニュース』と、米VOA提供による、第34代アメリカ合衆国大統領に就任した、ドワイト・D・アイゼンハワーの大統領就任式の実況フィルムを放送。[7]
  - テレビの開局により、この日のラジオ第1の番組『今週の明星』を皮切りに、一部の番組にて、テレビとラジオの同時放送が開始。[8]
- 2日 - NHK、この日13時から放送の『リズム遊び「小ぐまのプーちゃん」』を皮切りに、テレビで学校放送の定時番組開始（月～土、小・中学校向け）。[3][9]
- 4日 - NHK、本放送初のテレビドラマ『山路 (さんろ)の笛』放送(作:杉賀代子、演出:梅本重信、出演:下元勉、水城蘭子) 。[3]
- 6日 - NHK、初の劇映画放送『山びこ学校』(独立プロ) を放送 ( - 2月27日、全5回)。[3]
- 20日
  - NHK
    - 連続人形劇（マリオネット）『玉藻前』放送開始（原作:岡本綺堂、人形:結城孫三郎一座）。[3]
    - NHKで初のクイズ・ゲーム番組『ジェスチャー』が放送開始。チームキャプテンは白組を柳家金語楼、紅組を水の江滝子が務め、司会は小川宏（当時NHKアナウンサー）[注 2]らが務めた（ - 1968年3月25日）。[3]

3月
- 3日 - NHK、ヴェルディ作曲の『歌劇「椿姫」第一幕』の放送[10]で、歌・音楽などを事前収録するプレスコ方式を初めて採用。[3]
- 24日 - NHK、同月14日に東京都立竹早高等学校でテレビ・ラジオ同時に公開収録した、『我が家の献立と料理コンクール「フライパン一つでできる1人前20円のお惣菜」』を放送。[注 3][3]
- 30日 - NHK、皇太子殿下渡英出発の実況を横浜港から中継。その際、テレビカメラでの600ミリ望遠レンズ使用と、テレビ中継に於いてのマイクロ波2段中継を初めて実施。[3]
- 月内 - 郵政省、静岡大学のテレビ放送実験局に免許を付与。[3]

4月
- 19～20日 - NHK、19日に行われた「第26回衆議院議員総選挙」にて、テレビによる初の開票速報を放送。同月24日に行われた「第3回参議院議員通常選挙」の開票速報も、同月24～6日まで放送。[3]
- 月内 - NHK放送技術研究所、東芝との共同研究により世界で初めての全進行波管式テレビ中継機を完成。同年8月に、箱根双子テレビ中継所で実用化。[3]

5月
- 5月16日 - NHK、大相撲中継を開始（最初の中継は5月場所、蔵前国技館で開催。2025年現在も毎年奇数月に中継）。[3]

6月
- 7日 - NHK、初の水泳テレビ中継として、『第25回早慶対抗水上競技大会』を、東京・神宮プールから行う。[3]
- 15～17日 - NHK、内灘闘争について、『特集ニュース』を3日間に渡って放送。[3]
- 18日 - 信越放送、郵政省にテレビ放送局の免許を申請。[3]
- 30日 - NHK、ラジオ番組を映画化した、新東宝製作映画『白鳥の騎士』放送。[3]

7月
- 21～23日 - NHK、フィリピンのモンテンルパ刑務所に収容されていた戦犯釈放者帰国に関連する特別番組を編成。その中で22日には、同戦犯を取材した自主制作短編映画『われ再び祖国を見たり』を放送。[3]
- 25日 - NHK、三越劇場からの中継番組『名人会』にて、古いバスを改装しテレビ放送機器（副調整卓（サブ））を搭載したテレビ中継車（テレビカー）を初使用。[3][11]

8月
- 10日 - ラジオ新潟（後の新潟放送）が、郵政省にテレビ放送局の免許を申請。[注 4][12][13]
- 13日 - NHK、自営の上りマイクロ波回線（大阪→名古屋→東京間）が開通。これを受け、阪神甲子園球場で開催される高校野球中継を開始（最初の中継は第35回大会。以後、2025年現在も毎年春夏両大会を中継）。[3]
- 17日 - 日本テレビ放送網（NTV）、名古屋と京阪神地区にテレビ局の免許を郵政省に申請。[3]
- 18日 - 日本テレビが10日後に迫った開局に向け、東京都内29か所と都外の周辺部13か所に街頭テレビを設置。[3]
- 20日 - 日本テレビ、試験電波発射開始。[3]
- 23日 - NHK、プロ野球中継を開始。最初の中継はパ・リーグ公式戦『阪急対毎日』戦（阪急西宮球場）。[3]
- 8月28日11時20分、日本初の民放テレビ局、日本テレビ（JOAX-TV）が本放送を開始。[3]
- 29日 - 日本テレビ、巨人戦中継を開始（『巨人対阪神[注 5]』、後楽園球場）[注 6]。[3]
- 31日 - 日本テレビが民放テレビ局として初のテレビドラマ『私は約束を守った』を放送(作:内村直也、出演:轟夕起子、村上冬樹ほか) 。[3]

9月
- 4日 - 日本テレビで同局かつ日本初の連続ドラマ『パック町を行く』が放送開始。
- 5日 - 日本テレビで同局かつ民放初のバラエティ番組『ほろにがショー 何でもやりまショー』（朝日麦酒（後のアサヒビール）による一社提供）が放送開始（ - 1959年4月25日）。
- 12日 - 日本テレビで『米国ホリディ・オン・アイスショウ中継』放送。[3]
- 15日 - 正力松太郎日本テレビ社長（当時）が、吉田茂首相（当時）にテレビ同時ネットのマイクロ波中継網建設に外資導入を要請する。[3]
- 16日 - NHK、ラグビー初のテレビ放送『日英交歓ラグビー「ケンブリッジ大 対 全明治」』を、秩父宮ラグビー場から中継。[3]
- 19日
  - 日本テレビ、自社初の大相撲中継（蔵前国技館からの『大相撲秋場所中継』）を行う[3]。以降、同社の大相撲中継は、1966年1月25日の『大相撲初場所』の千秋楽まで続いた[14]。
  - NHK、プロボクシング世界フライ級選手権試合『白井義男対レオ・エスピノザ』戦を大阪スタヂアムから中継。[3]

10月
- 7日 - NHK、石川達三作のドラマ『転落の詩集』を放送。NHKのテレビ番組として、セット数12杯の大作ドラマを初めて制作。[3]
- 16日 - 日本テレビ、連続ドラマ『さつきさん』を放送開始（全11回、-同年12月25日）。
- 17日 - 日本テレビ、『日米野球中継』を放送。（翌月の4、9日の両日にも放送）。[3]
- 27日
  - NHK、東京・帝国劇場から、W.A.モーツァルト作曲の歌劇 『ドン・ジョヴァンニ』を中継。その際、スーパーインポーズ字幕を初使用する。[3]
  - 山陽放送、郵政省にテレビ局の免許を申請。[3]

11月
- 2日 - NHKが初の連続ドラマ『幸福への起伏』[15]を放送開始（全13回、- 1954年1月25日）。[3]
- 3日
  - NHK
    - 東京テレビジョン放送(JOAK-TV)の出力が2倍に増力される（映像は5kWから10kWになる）。[3]
    - 陸上競技初のテレビ放送『東西対抗陸上競技実況』を、神宮競技場から中継。[3]
- 5日 - NHK放送技術研究所、大型投写型テレビ受信機を完成。東京の放送会館で受信実験を公開する（後に各都市で公開）。[3]
- 14日 - NHK、サッカー初のテレビ放送『関東大学サッカー「早大対中大」』を、神宮競技場から中継。[3]

12月
- 22日 - NHK、松川事件の仙台高等裁判所に於ける控訴審判決を受け、特別番組『対談「松川事件」』を放送。[3][16]
- 31日
  - NHK
    - 第4回NHK紅白歌合戦を東京・日本劇場より生中継。NHK紅白歌合戦はこの年から毎年、大晦日の恒例行事として定着する。[3]
    - 『除夜の鐘』をテレビ初放送。[3]

  - 日本テレビ、『歌う1953年』を放送（出演 :淡谷のり子、渡辺はま子、雪村いづみ、ディック・ミネほか）。[3]
- 月内 - NHK技術研究所、この年に米のカラーテレビの標準方式となったばかりの、NTSC方式のカラーテレビの研究を開始。[3]

## テレビ番組

### NHK
- NHKテレビジョンニュース
- 子供の時間
- マリオネット（人形劇）
  - 玉藻前
- シルエット（影絵劇）
- 今週の明星
- 学校放送番組 - 1959年1月から1960年8月までの総合テレビ・教育テレビの同時放送を経て、1960年9月より教育テレビへ完全移行、2025年現在も継続
- ニュース解説
- テレビ寄席
- ホーム・ライブラリー
- ジェスチャー
- のど自慢素人演芸会
- 大相撲中継
- テレビ時代劇 半七捕物帳
- 連続ドラマ 幸福への起伏
- NHK紅白歌合戦

### 日本テレビ
- NTVニュース
- テレニュース
- プロ野球巨人戦中継
- ほろにがショー 何でもやりまショー（アサヒビール一社提供、司会：三国一朗）
- 三共ゼスチュアクイズ - 三共（後の第一三共ヘルスケア）による一社提供、司会：三木鮎郎
- 民謡風物誌
- パック町を行く
- さつきさん